# El Periquillo Sarniento
El Periquillo Sarniento is het bekendste werk van de Mexicaanse schrijver José Joaquín Fernández de Lizardi. Het wordt beschouwd als het eerste literaire boek uit Latijns-Amerika en de nationale roman van Mexico. Het is een satirisch werk, en wordt ook wel als schelmenroman gezien.
Lizardi schreef El Periquillo Sarniento in 1816, en publiceerde het in vier delen. Het laatste deel kon pas in 1831, jaren na de onafhankelijkheid van Mexico, gepubliceerd worden, omdat het aanvankelijk niet door de censuur was gekomen.
Het boek speelt zich af in laat-koloniaal Mexico. Het beschrijft het leven van Pedro Sarmiento, door zijn vrienden Periquillo Sarniento (Schurftige Papegaai) genoemd. Het boek is geschreven alsof het door Sarmiento zelf op zijn doodsbed is geschreven voor zijn kinderen. Aan het eind van het boek neemt Lizardi het verhaal over, omdat Sarmiento te ziek is om zelf nog verder te schrijven. Lizardi laat zichzelf hierdoor optreden in een verhaal dat verder uit volledig fictieve personen bestaat.
Sarmiento is een creool van redelijke afkomst die al snel op het verkeerde pad terechtkomt, voornamelijk omdat hij geen zin had een vak te leren. Gedurende zijn leven beoefent hij een hele reeks beroepen, priester, dokter, bedelaar, soldaat, die telkens op niets uitlopen. Gedurende het hele boek levert Sarmiento morele kritiek op zijn eigen gedrag en op het gedrag van dat van zijn omstanders. Uiteindelijk betert Sarmiento zijn leven. Hij trouwt en gaat een eerlijk leven leiden.
Het boek is nog nooit in het Nederlands vertaald.